# Presa di Friburgo
La presa di Friburgo fu un'operazione militare compiuta dall'esercito regolare del Baden-Württemberg e dai suoi alleati per liberare la città di Friburgo in Brisgovia dall'occupazione da parte delle truppe rivoluzionarie.

## La battaglia
Il 22 aprile, circa 3 000-  4 000 rivoltosi (di cui 1 200- 1 400 armati) entrarono a Friburgo. I militari presenti in città dovettero abbandonarla. A seguito della sconfitta di Friedrich Hecker il 20 aprile nella Battaglia dello Scheideck, Karl von Rotteck il Giovane e Carl Mez tentarono invano di persuadere i Freischaren di Friburgo ad evitare la rivolta armata, motivo per cui poi i repubblicani li dichiararono traditori. I ribelli non credettero subito alla sconfitta di Hecker ed anzi diffusero la notizia (poi rivelatasi falsa) che Franz Sigel sarebbe arrivato a breve a Friburgo con 5 000 volontari.
Il giorno successivo la milizia di Friburgo (Bürgerwehr) tentò di impedire che i Freischärler prendessero il controllo dei cannoni della città; quindi i capi della milizia si ritirarono e così fecero anche le loro truppe. Il comandante delle truppe federali minacciò di assediare la città se non fossero state rimosse tutte le barricate, con la conseguente smobilitazione della milizia. L'ultimatum sarebbe scaduto alle 16:00. Alle 15:30, gli spari provenienti dallo scontro in atto a Günterstal vennero uditi anche a Friburgo, fatto che richiedeva chiarimenti e che spinse le truppe regolari a non attaccare Friburgo in quel momento.
Il 24 aprile i Freischärler requisirono tutte le armi presenti in tutte le case di Friburgo. Alle 9:30 le truppe federali, per ordine del generale Friedrich Hoffmann, iniziarono ad assediare la città. Presso la Martinstor (porta di San Martino) vi furono pesanti combattimenti, ma le truppe del ducato di Nassau riuscirono a penetrare nella Kaiserstraße e furono le prime a entrare in città. I soldati badensi entrarono dalla Jesuitengasse da Porta Zähringen (Zähringertor) e invece dalla Porta dei Predicatori (Predigertor) entrarono gli assiani ed i badensi insieme. Alle 11:00 Friburgo cadde definitivamente nelle mani delle truppe federali. Molte case in città risultarono danneggiate dai combattimenti e vi furono delle perdite anche tra la popolazione civile. L'atteso aiuto in salvataggio di Friburgo di un gruppo di Freischärler sotto la guida di Franz Sigel e di Theodor Mögling giunse troppo tardi.
Il generale Hoffmann dichiarò l'uso della legge marziale e disarmò tutti gli abitanti della città per ragioni di sicurezza. Molti Freischärlers vennero fatti prigionieri. Inoltre diversi furono i cittadini di Friburgo arrestati, incluso Karl von Rotteck junior.
Il 26 aprile il comandante dell'VIII corpo d'armata della Confederazione Germanica, il principe Federico di Württemberg, entrò trionfante in Friburgo con le sue truppe.